# Jost Winteler

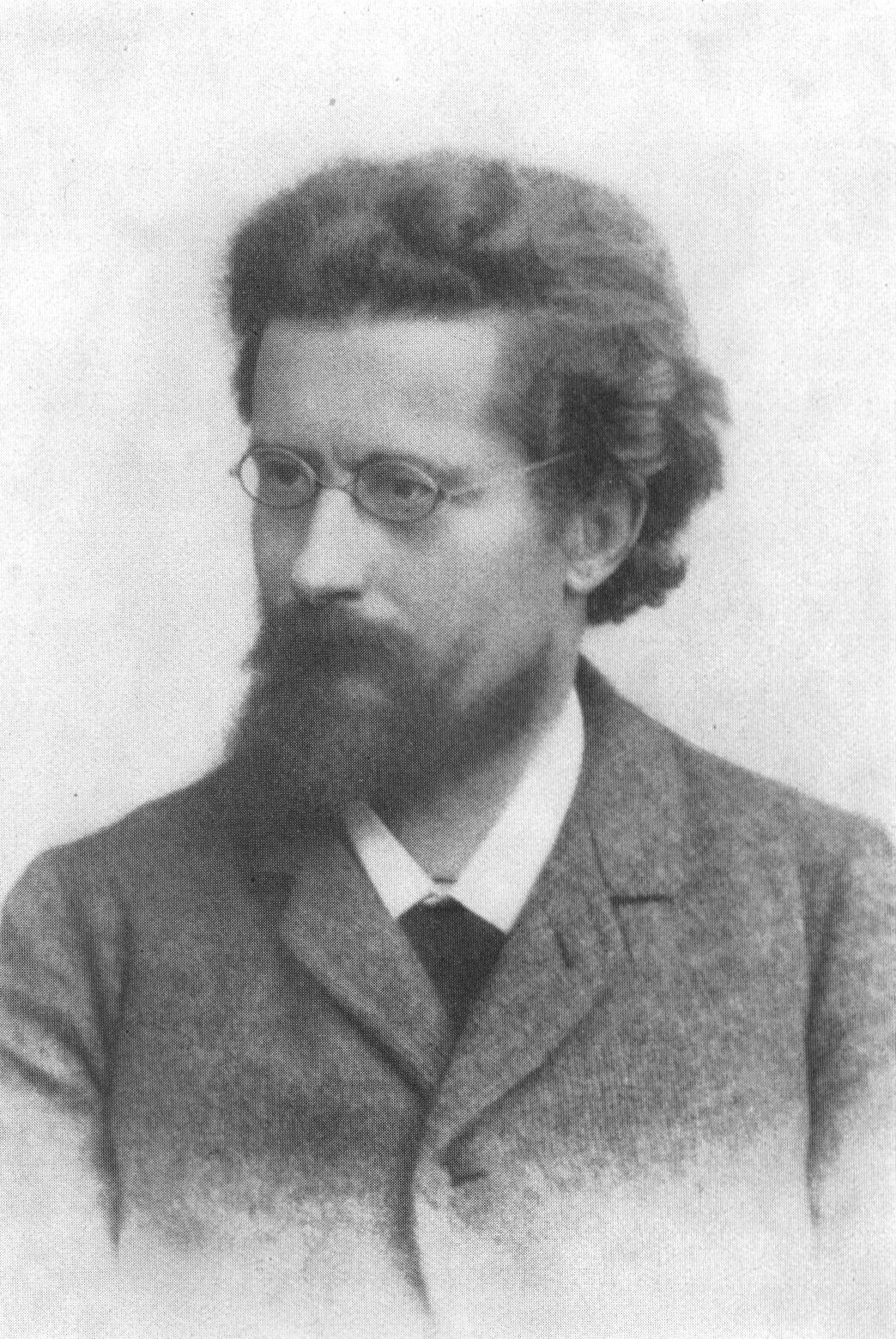
Jost Winteler um 1880

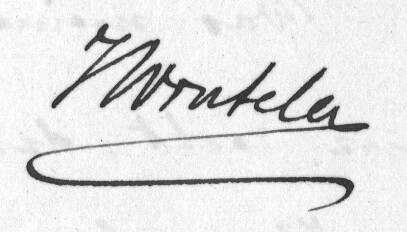
Unterschrift von Jost Winteler
(Brief vom 2. Januar 1876)

Jost Winteler (* 21. November 1846 in Filzbach, heute zu Glarus Nord; † 23. Februar 1929 auf der Hochsteig bei Wattwil) war ein Schweizer Sprachwissenschafter, Kantonsschullehrer, Ornithologe und Dichter.
Nachhaltig bekannt wurde er einerseits mit seiner wegweisenden dialektologischen Dissertation, in der er als erster eine Ortsmundart phonetisch exakt aufzeichnete, und anderseits als Hausvater Albert Einsteins in Aarau. Überdies prägte er an der Kantonsschule Aarau als unkonventioneller Lehrer für Geschichte und Religionsgeschichte mehr als eine Generation Schüler. Seine ornithologischen Studien waren hingegen umstritten, und als Dichter blieb ihm der Erfolg versagt.
Rund ein halbes Jahrhundert nach seinem Tod vertrat der bedeutende Linguist Roman Jakobson die These, Winteler habe in seiner Dissertation von 1875 die Linguistik der 1920er und 1930er Jahre schon vorweggenommen und zudem Einstein auf den Gedanken der Relativitätstheorie gebracht. Diese Einschätzung widerlegte der Germanist Manfred Kohrt (* 1947) jedoch 1984 in einer detaillierten wissenschaftsgeschichtlichen Untersuchung.

## Leben

### Ausbildung und berufliche Tätigkeit
Jost Winteler – nach eigener Aussage sprach man seinen Namen im Glarner Dialekt Jos Wintler aus – wuchs als Sohn eines Lehrers und Bauern zunächst in Filzbach am glarnerischen Kerenzerberg auf. Aufgrund der freisinnigen Einstellung des Vaters, die im konservativen Filzbach nicht mehr recht gelitten war, zog die Familie später nach Krummenau im st.gallischen Toggenburg, wo der Vater auf dem hoch über dem Dorf gelegenen Fosen ein Haus gekauft hatte. Die Realschule besuchte Winteler im talaufwärts gelegenen Nesslau, das Progymnasium im bündnerischen Schiers und das Gymnasium im thurgauischen Frauenfeld.
Auf Wunsch des Vaters, der selbst gerne Pfarrer geworden wäre, und einiger Gönner der Familie nahm er ein Theologiestudium in Zürich und Basel auf, das er nach wenigen Semestern abbrach. Winteler konnte sich weder mit der an der Basler theologischen Fakultät herrschenden Orthodoxie, die «Glauben verlangte», noch mit der an der Universität Zürich dominierenden liberalen Richtung, die «nicht selten im Übereifer und aus Mangel an Feinsinnigkeit Gefühle, die mir von Kindheit auf heilig waren, verletzte», anfreunden. Auch gegenüber der Vermittlungstheologie, die «Eiertänze aufführte», hatte er seine Vorbehalte. Mit dem Abbruch des Theologiestudiums ging er zugleich aller Stipendien verlustig.
Winteler beschloss nun, das Lehramt zu machen – ein Entscheid, der ihm insofern leicht fiel, als er schon während seines bisherigen Studiums geschichtliche und germanistische Vorlesungen besucht hatte. Basler und Zürcher Lehrer in Geschichtswissenschaft waren Jacob Burckhardt, Balthasar Räber, Johannes Scherr, Georg von Wyss und Max Büdinger; im Bereich der germanischen Philologie hatte er schon bei Wilhelm Wackernagel und Gottfried Kinkel gehört. 1870 zog er in das thüringische Jena, um bei August Leskien Sprachwissenschaft zu studieren. Da dieser jedoch kurz darauf nach Leipzig berufen wurde, nahm Winteler vor allem an Veranstaltungen von Eduard Sievers und Berthold Delbrück teil. Seinen Aufenthalt finanzierte er sich mit der Tätigkeit als Hauslehrer bei einer Familie in der Rhön sowie als Lehrer an der Grossherzoglichen sachsen-weimar-eisenachschen Ackerbauschule ausserhalb Jenas. 1875 promovierte er mit einer Arbeit über seinen heimatlichen Dialekt.
Winteler kehrte noch im gleichen Jahr in die Schweiz zurück und fand zuerst eine Anstellung am Zollikoferschen Töchterinstitut in Romanshorn, musste die Stelle allerdings bald verlassen, da ihm eine zu grosse Nähe zu einer Schülerin vorgeworfen wurde. Im bernischen Burgdorf, wo er anschliessend als Bezirksschullehrer arbeitete, verstand er sich mit dem Rektor schlecht. 1880 wurde er zum Schuldirektor in Murten gewählt. Statt wie erhofft sich wissenschaftlicher Tätigkeit hingeben zu können, wurde er in politische Händel hineingezogen, als die ultramontane Freiburger Kantonsregierung das protestantisch-liberale Städtchen mittels eines neuen Schulgesetzes aus der Feder Georges Pythons unter ihre Kontrolle zu bringen versuchte. Durch seinen Rücktritt kam er 1884 der Entlassung zuvor und wurde, mit einer Empfehlung von Bundesrat Emil Welti, umgehend an die ebenfalls für ihren freiheitlichen Geist bekannte Kantonsschule Aarau berufen – sein in Aarau unterlegener Mitbewerber war der Schriftsteller und spätere Nobelpreisträger Carl Spitteler. Winteler unterrichtete dort von 1884 bis 1909 Geschichte und zum kleinen Teil Griechisch, vorübergehend auch Latein sowie von 1901 bis 1914 das Freifach Interkonfessionelle Religionsgeschichte einschliesslich Philosophie.
Nachdem er sein Arbeitspensum schon 1909 wegen eines Stimmleidens hatte reduzieren müssen, trat Winteler 1914 ganz von seiner Stelle zurück. Seinen Lebensabend verbrachte er aus gesundheitlichen Gründen wieder im Toggenburg, erst in Krummenau und dann auf der Hochsteig, einem Hof nordwestlich von Wattwil.

### Familie

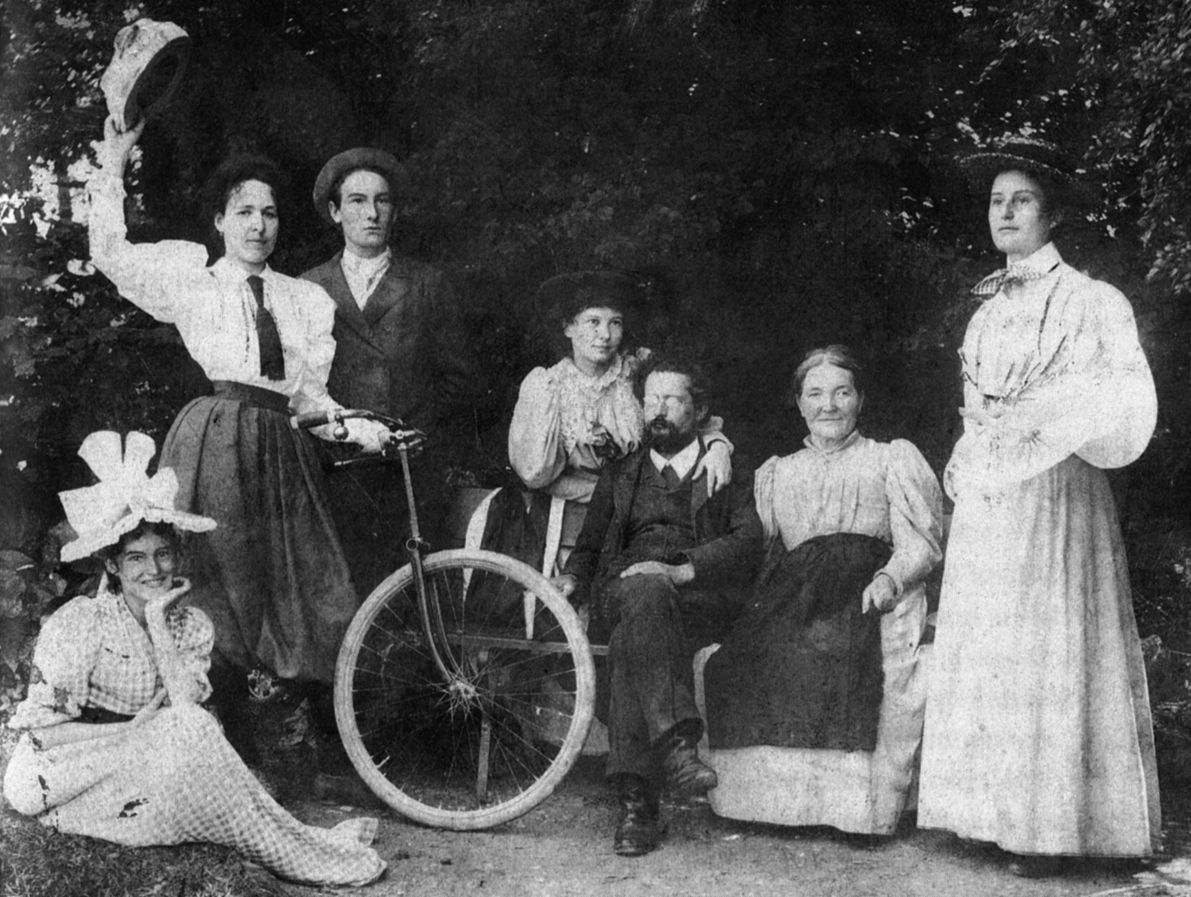
V. l. n. r.: Marie Winteler, Maja Einstein, Paul Winteler, Anna Winteler, Jost Winteler, Pauline Winteler, Rosa Winteler; um 1900.

1871 heiratete Winteler die Jenenserin Pauline Eckart, Tochter eines Tuchhändlers und Oberjägers sowie Verwandte von Goethes Ehefrau Christiane Vulpius. Der Ehe entsprossen insgesamt sieben Kinder: Anna, Jost Fridolin (genannt Fritz), Rosa, Marie, Mathias, Jost jun. und Paul.
1906 suchte ein schweres Schicksal die Familie Winteler heim, als Sohn Jost jun. seinen Schwager Ernst Bandi (Rosas Ehemann), seine Mutter Pauline und schliesslich sich selbst erschoss. Er hatte zuvor als Koch in den Vereinigten Staaten gearbeitet und war überzeugt, dass ein geheimer Orden gegen ihn wirke, so dass der besorgte Vater ihn in die Schweiz holte. Freilich wähnte er sich auch in Aarau verfolgt und glaubte offenbar, sein Schwager sei ein Mitglied des Geheimbundes und seine Mutter stehe unter dessen Einfluss. Die Staatsanwaltschaft erkannte auf Doppelmord in geistesgestörtem Zustand.

### Albert und Maja Einstein

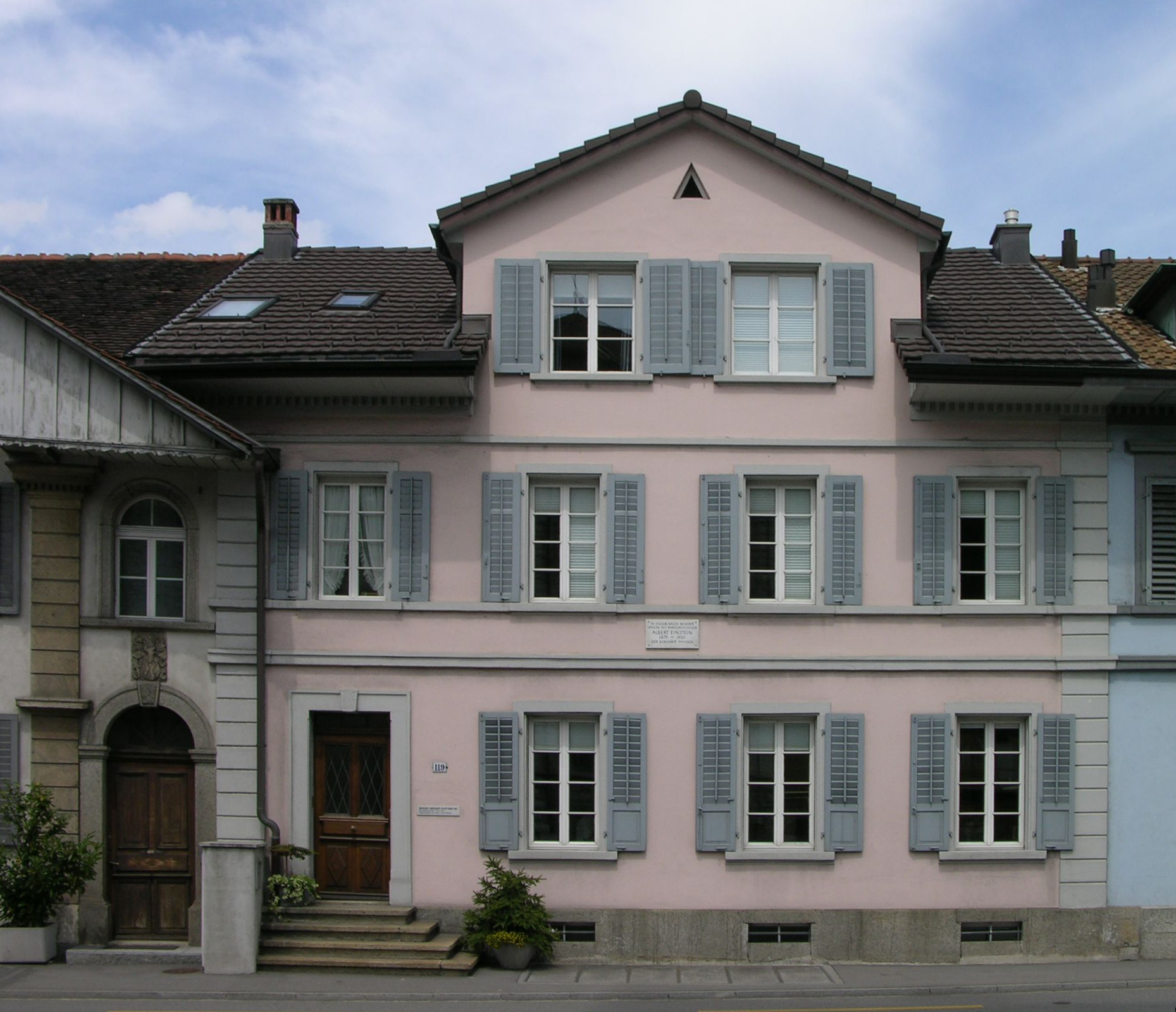
Das «Rössligut» in Aarau: Wohnhaus der Familie Winteler.

Als der nachmalige Physiker und Nobelpreisträger Albert Einstein 1895/1896 an der Kantonsschule Aarau seine Matura nachholte, wohnte er bei der Familie Winteler. Jost und Pauline Winteler wurden Alberts Ersatzeltern, und insbesondere zum «Mamerl», das heisst zu Pauline, herrschte ein sehr herzliches Verhältnis. Der 16-jährige Schüler verliebte sich in deren 18-jährige Tochter Marie; dass er ihr später Mileva Marić vorzog, verwand Marie zeitlebens nicht. Auch als Alberts Schwester Maja Einstein 1899 nach Aarau zog – ihr Bruder studierte damals am Eidgenössischen Polytechnikum in Zürich –, fand sie sogleich bei Wintelers Familienanschluss. 1910 heiratete sie deren jüngsten Sohn Paul († 1952), einen Juristen und Künstler. Schon zuvor, 1898, hatte ein enger Freund Einsteins, Michele Besso, Wintelers Tochter Anna geheiratet.
Einstein selbst hielt in seiner autobiographischen Skizze fest, wie nachhaltig ihn der liberale Geist der Aarauer Kantonsschule mit ihrer Erziehung zu freiem Handeln und zu Selbstverantwortlichkeit geprägt habe, nachdem er zuvor sechs Jahre an einem autoritär geführten deutschen Gymnasium verbracht hatte. Auch seinem Hausvater Winteler wird gemeinhin ein gewisser politischer und wissenschaftspraktischer Einfluss auf den jungen Einstein zugeschrieben. Zur Lage in Deutschland hiess es in einem Brief Albert Einsteins an seine Schwester Maja von 1935: «Ich muss oft an Papa Winteler denken und an die seherhafte Richtigkeit seiner politischen Ansichten», und 1936 schrieb er seinem Freund Besso: «Jetzt zeigt sich noch vollends, was für ein prophetischer Geist Prof. Winteler gewesen ist, der diese schwere Gefahr so früh in ihrer ganzen Grösse erkannt hat».
Dass Einstein schon 1896 auf seine württembergische und damit auch deutsche Staatsbürgerschaft verzichtete, lag zwar wahrscheinlich im Bestreben begründet, den Militärdienst zu umgehen, doch sein Hausvater und «Papa» wird ihm die ideellen Gründe nachgeliefert haben: Winteler war seit der Studienzeit in Jena von einer ausgeprägten Abneigung gegenüber dem autoritären wilhelminischen Deutschland erfasst. Der einstige Student, der 1870 nicht zuletzt nach Jena gezogen war, um der Enge der Schweiz zu entfliehen, musste in Thüringen entsetzt feststellen, wie «romantisch und grossdeutsch denkend» die Lehrer waren, in welcher «sibirischen Verbannung» die kaltgestellten «Achtundvierziger» lebten, wie dünkelhaft die Beamtenschaft sich benahm und wie politisch unmündig das deutsche Volk war. Dem 1871 unter preussischer Führung geeinten Deutschland beschied er 1917 in seinen Lebenserinnerungen einen «Rückfall […] in die Bestialität der Saurierzeit […] woran nicht bloss das Tun und Reden, sondern auch das Aussehen führender Häupter gemahnt.» Dennoch war Winteler kein Anhänger der direkten Demokratie, wie sie sich seit dem Sturz des «Systems Escher» im Kanton Zürich 1869 nach und nach in der gesamten Schweiz durchsetzte, sondern zog die repräsentative Demokratie vor, da «die festen Stützen einer Republik […] nicht johlende Pöbelhaufen, sondern die allgemeine Geltung des sachkundigen Urteils und der sittlichen Tat» seien.

## Schaffen und Wirken

### Als Sprachwissenschafter

Jost Winteler im Alter von 20 Jahren

Wintelers bahnbrechende Dissertation über die höchstalemannische Mundart der Dörfer am Kerenzerberg war die erste phonetisch exakte Beschreibung eines Ortsdialekts. Für diese frühe Zeit der Sprachwissenschaft innovativ war, dass er sich für die Objektsprache von der gewohnten Orthographie der Schriftsprache löste und eine spezielle Lautschrift entwarf, mit der er «die wirklichen Laute» (so Ludwig Tobler in seiner Rezension von 1877) vermitteln konnte – ein Vorgehen zwar, das schon früher von Rudolf von Raumer und Wilhelm Scherer postuliert worden war, nun aber erstmals konsequent umgesetzt wurde. Damit markierte Wintelers Untersuchung die Überwindung einer «blossen Buchstabenlehre» nach Prägung Jacob Grimms, wie Otto Jespersen es 1905/1906 formulierte. Für Ferdinand Wrede bedeutete 1919 die minuziöse Beobachtung des eigenen Artikulationsverhaltens den Übergang «zur anthropologischen, am naturwissenschaftlichen Vorbild geschulten Beschreibung». Die Arbeit wurde auch im nichtdeutschsprachigen Raum interessiert zur Kenntnis genommen, so vom polnisch-russischen Phonetiker Nikolaj Kruszewski und vom englischen Phonetiker Henry Sweet.
Wintelers Analysen erwiesen sich als grundlegend für die Entwicklung der modernen Phonetik. Bis heute von Bedeutung ist einerseits die Darstellung der alemannischen Sandhi-Erscheinungen, die Uriel Weinreich als prozesshafte Beschreibung der Assimilation würdigte, und anderseits die vom phonologischen Standpunkt aus besonders interessante Analyse der Fortis-Lenis-Unterscheidung. Winteler erkannte als erster die Stimmlosigkeit der oberdeutschen Lenes, was bei einem Teil seiner Zeitgenossen auf Unglauben stiess. Sein Lehrer Eduard Sievers bezeugte im Vorwort zu seinen richtungsweisenden Grundzügen der Lautphysiologie (1876), wie viel er Wintelers Untersuchung verdanke. Die Indogermanisten Hermann Osthoff und Karl Brugmann sahen in Wintelers synchroner Beschreibung assimilatorischer Regelmässigkeiten einen Beweis für die von den Junggrammatikern postulierte Ausnahmslosigkeit der Lautgesetze. Der als Mitbegründer der modernen synchronischen Sprachbetrachtung geltende Georg von der Gabelentz erwähnte die Dissertation in seinem Hauptwerk Die Sprachwissenschaft (1891) ebenso wie der diachronisch forschende Hermann Paul in seinem Grundriss der germanischen Philologie (²1901). Zitiert wurde die Arbeit selbst noch in Leonard Bloomfields Klassiker Language von 1933 sowie in Noam Chomskys und Morris Halles Grundlagenwerk Sound Pattern of English von 1968.
Trotz seines geglückten Starts als Sprachwissenschafter gelang es Winteler nicht, eine universitäre Laufbahn einzuschlagen. Nach eigenen Angaben musste er aus finanziellen Gründen auf eine Privatdozentur verzichten. Der Rektor der Bezirksschule Burgdorf schrieb dies hingegen viel mehr Wintelers Eigenwilligkeit zu, und Tuchschmid meinte in seinem Nachruf auf Winteler, «Alltagssorgen und dazu ein stark ausgeprägtes Selbstbewusstsein, mit dem er das gesteckte Ziel aus eigener Kraft, ohne vermittelnde Einflüsse, zu erreichen hoffte», hätten «ihn auf bescheidener Höhe zurückgehalten». Seine spätere Tätigkeit als Lehrer liess ihm kaum mehr Zeit für Forschungen im Gebiet der Sprache, worüber er verschiedentlich sein Bedauern äusserte. 1888, als Otto Behaghel die Universität Basel verliess, wurde hinsichtlich der Neubesetzung des Lehrstuhls auch über Winteler gesprochen, die Idee allerdings nicht weiterverfolgt, da man nicht wusste, ob dieser der Germanistik nicht überhaupt den Rücken gekehrt habe. Überdies war er zutiefst verbittert, dass Sievers seine Leistungen in der Neuauflage von dessen Grundzügen nicht länger würdigte. Sein Verhältnis zu Friedrich Staub, dem Begründer des Schweizerischen Idiotikons, war ebenfalls nicht frei von Missstimmung. Winteler hatte vorgeschlagen, im Idiotikon den Lautverhältnissen einen wichtigen Platz einzuräumen, worauf Staub jedoch nicht eingehen wollte, und überdies hielt er die Vorarbeiten für das von Staub angestrebte «abschliessende Monumentaldenkmal» des Schweizerdeutschen für ungenügend – die teilweise Neukonzeptionierung des Werks durch Staubs Nachfolger Albert Bachmann sollte Winteler rund ein Vierteljahrhundert später recht geben. Schliesslich fühlte er sich von Staub auch unfreundlich behandelt und glaubte zeitweilig, dass dieser in ihm einen Rivalen sehe; später scheint sich das Verhältnis allerdings verbessert zu haben. Für die Schaffung eines ihm angetragenen berndeutschen Idiotikons entwarf Winteler zwar Richtlinien, konnte dieses dann aber wegen seiner schulischen Verpflichtung nicht weiterverfolgen. «Viel später» – Winteler teilt in seiner Autobiographie keine näheren Angaben mit – bot ihm die Redaktion des Idiotikons ihre Materialien an, falls er eine schweizerdeutsche Grammatik schreiben wolle, und auch der Strassburger Verleger Karl Trübner hätte ihm für eine schweizerdeutsche Grammatik das höchste Honorar ausbezahlt. Winteler verzichtete abermals.

### Als Gymnasiallehrer
Obwohl Winteler das Fach Deutsch nicht unterrichtete, trat er als Germanist und Dialektologe mit seinen Vorträgen und Schriften über die Mundartforschung (1877), über den Deutschunterricht (1878) und über das Volkslied (1895/1896) für die diglossische Situation in der deutschen Schweiz ein und forderte, dass die Mundart zum Ausgangspunkt des deutschen Sprachunterrichts gemacht werde. Er stand damit in einer Linie mit dem Schaffhauser Johannes Meyer (Deutsches Sprachbuch für höhere allemannische Volksschulen, Schaffhausen 1866), dem Baselbieter Gustav Adolf Seiler (Gottwilche! Allemannische Klänge aus Stadt und Landschaft Basel, Liestal 1879) und dem Berner Otto von Greyerz (Die Mundart als Grundlage des Deutschunterrichts, Bern 1900). Im Unterschied zu diesen legte er allerdings keine Veröffentlichungen vor, die das Postulat einer praktischen Umsetzung nähergebracht hätten, und etliche gegen Deutschland gerichtete Spitzen sind unverkennbar.
Im Fach Geschichte, das den grössten Teil seines Lehrerpensums ausmachte, erhielt Wintelers Unterricht viel Anerkennung. Als Geschichtslehrer stand er ganz in der Tradition der Liberalen Georg von Wyss, Max Büdinger und Johannes Scherr, und er wandte sich ausdrücklich gegen den «kasuistischen Geschichtskünstler» Heinrich von Treitschke. Die Entstehung der Schweizerischen Eidgenossenschaft sah er nicht als ein «rein deutsches Produkt» an, sondern fasste sie als einen Vorgang auf, der von ähnlichen Geschehnissen in der französischsprachigen Westschweiz und in der italienischsprachigen Lombardei angeregt worden war. Nach seiner Überzeugung war das bei den alpinen Alemannen «niemals ganz erloschene», «vom alten römischen Reiche her überkommene Gefühl einer allgemeinen Civität» dem Umstand zu verdanken, dass das deutschschweizerische «stark mit romanischem Blute versetzt» sei.
Grossen Erfolg erlebte Winteler als Lehrer im Freifach Religionsgeschichte, dessen Zuhörerschaft nicht allein aus Schülern, sondern auch aus Erwachsenen bestand. Als es 1898 zur Debatte stand, an der Kantonsschule Aarau statt des interkonfessionellen wieder den konfessionellen Religionsunterricht einzuführen, vertrat Winteler vehement die Beibehaltung des ersteren. Es sei nicht Aufgabe der Kantonsschule zu vermitteln, wie sich «die einzelne Konfession den Weg zum Himmel denkt […], wohl aber erscheint es angezeigt, durch wissenschaftliche Belehrung die künftigen Gebildeten des Landes über konfessionelle Befangenheit zu erheben.» Seinen breiten Erfolg verdankte er der Fokussierung auf das Philosophisch-Propädeutische und der tunlichen Vermeidung der Kirchengeschichte, weil letztere «das Trennende hervorgehoben» hätte. Hierfür konnte Winteler seine schon lange zurückliegenden Besuche der Vorlesungen von Karl Steffensen, Arnold Hug und Alois Emanuel Biedermann fruchtbar machen.
Winteler wirkte in erster Linie mit seiner Persönlichkeit auf seine Schüler ein. Einer von ihnen erzählte später, dass sie «zu diesem Lehrer in einem andern Verhältnis standen als zu den meisten andern».

### Als Ornithologe
Winteler hatte sich schon als Kind mit «Pflanzen und Kleingetier» beschäftigt. Als Erwachsener spezialisierte er sich auf Singvögel, die er in grosser Anzahl zu Studienzwecken in seiner jeweiligen Wohnung in Murten, Aarau, Krummenau und auf der Hochsteig hielt. Winteler war aktives Mitglied der Schweizerischen Ornithologischen Gesellschaft sowie Mitbegründer und langjähriger Mitarbeiter der Zeitschrift Die Tierwelt, die erstmals 1891 erschien und noch heute existiert.
Besonders von Lehrern viel gelesen wurde seine Einführung in die Singvögelkunde (1898/99), und auf dem Gebiet der Stubenvogelpflege galt er als Autorität. Wintelers Beiträge in Fachzeitschriften enthielten viele richtige und gut zusammengestellte Beobachtungen neben doch sehr unwahrscheinlichen Angaben. Seine Formen- und Stimmenkenntnis fand widersprechende Beurteilung, und seine Mitteilungen über das Brutvorkommen der Wacholderdrossel in Laurenzenbad bei Erlinsbach, über den Rohrschwirl im Aareschachen bei Aarau und den Durchzug der Sibirischen Drossel (nach heutiger Terminologie wohl die Schieferdrossel) im Toggenburg wurden angezweifelt. Die 1999 herausgegebene Avifauna der Schweiz datiert denn auch den ersten Schweizer Brutnachweis der Wacholderdrossel auf 1923 (Winteler stützte sich 1903 lediglich auf einen Gewährsmann) und denjenigen des Rohrschwirls auf 1956; die Schieferdrossel wurde in der Schweiz sogar erst 1978 nachgewiesen.

### Als Dichter
Bereits als Primarschüler schuf Winteler kindliche Verse, und als  Gymnasiast und Student führte er neben einem in Prosa geschriebenen auch ein poetisches Tagebuch. Sein eigentliches literarisches Schaffen bestand aus dem 257 Seiten umfassenden pantheistischen Gedichtszyklus Tycho Pantander. Eine Geistesentwicklung in Liedern dargestellt, der 1890 mit Goldprägung und Rückenvergoldung bei Huber in Frauenfeld gedruckt wurde. Er fand hierin die Entschädigung für ein Leben, das nicht seinen Idealen entsprach, und war der Überzeugung, wäre er ein «Spezialgelehrter» geworden, wäre der «Pantandermensch» in ihm verkümmert: «Was mir an fachlicher Rundung des Wissens verloren gegangen ist, habe ich an persönlicher Ganzheit gewonnen.»
Hans Stickelberger, der das Buch im Feuilleton der «Neuen Zürcher Zeitung» vom 13. und 14. Juni desselben Jahres im Ganzen wohlwollend besprochen hatte, zog vor allem die Linie zum Weltschmerz Nikolaus Lenaus und Hieronymus Lorms. Conrad Ferdinand Meyer urteilte sybillinisch; für ihn war es «gewiss ein gehaltvolles und für Jüngere bedeutsames Buch»; von Hermann Hesse ist überliefert, dass er am Tycho Pantander Gefallen fand. Carl Spitteler beschrieb es vieldeutig als «ein merkwürdiges, originelles und keineswegs unbedeutendes Werk eines ernsten Wahrheitssuchers, eines eigenwilligen Vers- und Sprachgymnastikers, eines prächtigen, knorrigen unbeugsamen Characters. Der ganze Winteler ist eine erhebende Protestfigur.» Die heutige Literaturwissenschaft charakterisiert den Zyklus als «höchst eigenwillig» beziehungsweise als «ebenso kuriose[s] wie typische[s] Produkt einer schwierigen Zeit der deutschen Literaturgeschichte».
Enttäuscht über den ausbleibenden Erfolg seiner Dichtung, verdächtigte er wie schon im Zusammenhang mit seiner Dissertation in der Folgezeit verschiedene Autoren des Epigonentums. Als eine Art Trostanerkennung erhielt der vereinsamte Winteler über ein Vierteljahrhundert später auf Initiative seines Aarauer Kollegen Hans Kaeslin und des späteren Nobelpreisträgers Carl Spitteler für den Tycho Pantander 1918 ein Preisgeld der Schweizerischen Schillerstiftung in der Höhe von 1000 Franken.
Ein «umfänglicheres Manuskript» über die deutsche Metrik wurde nie zur Drucklegung vollendet.

## Wiederentdeckung und Legendenbildung
Winteler wäre heute wohl nur noch Wissenschaftshistorikern bekannt, hätte ihn 1931, zwei Jahre nach seinem Tod, nicht Nikolaj Sergejewitsch Trubetzkoy für die Sprachwissenschaft wiederentdeckt und in einem Brief an Roman Jakobson als «Pionier der Phonologie» bezeichnet, der die späteren Erkenntnisse des Prager Linguistenkreises gleichsam vorweggenommen habe. Nach dem Zweiten Weltkrieg baute Jakobson diese Einschätzung bedeutend aus; so erklärte er etwa, dass Wintelers Arbeit de facto schon phonologisch im Sinne der erst in den 1920er Jahren aufgekommenen Prager Schule des Strukturalismus sei und dass deren Autor die Minimalpaaranalyse erfunden habe. 1984 wies der Germanist Manfred Kohrt in einer detaillierten Studie jedoch nach, dass diese Neu- und Uminterpretation wissenschaftshistorisch nicht haltbar ist.
Jakobson hat überdies in Erinnerung gerufen, dass sich die Lebenswege Wintelers und Einsteins gekreuzt haben. Die biographische Tatsache, dass Einstein im Hause Winteler eine Ersatzfamilie gefunden hatte, wurde von ihm aber ab 1972 und im Anschluss daran auch von weiteren Autoren um die Komponente erweitert, sein Hausvater habe ihn auch zur Wissenschaft geführt und nachgerade auf den Gedanken der Relativitätstheorie gebracht. Auch diese Legendarisierung Wintelers entbehrt gemäss Kohrt der Nachweise, wenngleich kaum zu bestreiten ist, dass er Einsteins politische und wissenschaftspraktische Einstellung mitgeprägt hat.
Trubetzkoys und Jakobsons Überinterpretation von Wintelers Schaffen und Wirken rührt letztlich von einer Missdeutung zweier Ausdrücke in dessen Dissertation her, nämlich «dynamisch» und «Relativität». Beides sind Begriffe, die zwar tatsächlich auch von der Prager Schule beziehungsweise von Einstein verwendet worden sind, jedoch mit einer ganz anderen Bedeutung als der eher alltagssprachlichen, die Winteler ihnen zugelegt hatte.

## Nachlass
Wintelers Nachlass befindet sich im Archiv der Schweizerischen Nationalbibliothek sowie im Staatsarchiv Aargau; weitere Archivalien besitzt das Schweizerische Idiotikon.

## Publikationen
Ein – unvollständiges – Publikationenverzeichnis, das sechs philologische und historische, fünf biographische, 49 ornithologische, einen poetischen und einen metapoetischen Titel umfasst, findet sich in August Tuchschmid, Hans Kaeslin, Sophie Haemmerli-Marti: Jost Winteler, 1846–1929, Sauerländer, Aarau 1930, S. 43–46.
Autobiographie
- Erinnerungen aus meinem Leben. Ergänzungen und Verdankungen, Schülern, Freunden und Verehrern gewidmet. In: Wissen und Leben 10 (1917), Hefte 11, S. 525–547, und 12, S. 617–647, auch als «Separat-Abdruck» erschienen (Orell Füssli, Zürich 1917).

Monographie
- Die Kerenzer Mundart des Kantons Glarus in ihren Grundzügen dargestellt. Winter, Leipzig/Heidelberg 1876 (richtig: 1875),[44] Nachdruck Sändig, Walluf bei Wiesbaden 1972.

Aufsätze und gedruckte Vorträge (Auswahl)
- Ueber Entwicklung, gegenwärtigen Stand und Bedeutung der mundartlichen Forschung. In: Neuntes Jahresheft des Vereins Schweizerischer Gymnasiallehrer. Sauerländer, Aarau 1877, S. 4–12 [fehlt in Kaeslins Publikationenverzeichnis].
- Über die Begründung des deutschen Sprachunterrichts auf die Mundart des Schülers. Jent & Reinert, Bern 1878.
- Naturlaut und Sprache. Ausführungen zu W. Wackernagels ‹Voces variae animalium›. In: Programm der aargauischen Kantonsschule 1892/93. Sauerländer, Aarau 1892.
- Über Volkslied und Mundart. Ein Wort an die aargauische Lehrerschaft anlässlich der Kantonalkonferenz am 12. September 1895. Effingerhof, Brugg 1895 und Henckell, Zürich/Leipzig 1896.
- Ueber die verbindung der ableitungssilbe got. -atj-, ahd. -azz- mit guttural ausgehenden stämmen resp. wurzeln. In: Beiträge zur Geschichte der deutschen Sprache und Literatur 14 (1889), S. 3–18 [fehlt in Kaeslins Publikationenverzeichnis].
- Zur Einführung in die Singvögelkunde. Sauerländer, Aarau 1899 (Separatdruck aus der Tierwelt, 1898).

Literarisches Schaffen
- Tycho Pantander. Eine Geistesentwicklung in Liedern dargestellt. Huber, Frauenfeld 1890.